# Thomas Commerford
Thomas Commerford (New York, 1º agosto 1855 – Chicago, 17 febbraio 1920) è stato un attore statunitense del cinema muto che, nella sua carriera, durata dal 1911 al 1913, prese parte a oltre cento e trenta film.
Usò anche il nome di Tom I. Comberford.

## Filmografia

### 1911
- The Two Orphans, regia di Francis Boggs e di Otis Turner - cortometraggio (1911)
- A Summer Adventure, regia di William V. Mong (1911) - cortometraggio (1911)
- His Better Self, regia di Otis Turner - cortometraggio (1911)

### 1912
- Under Suspicion, regia di Oscar Eagle - cortometraggio (1912)
- The Miller of Burgundy, regia di Oscar Eagle - cortometraggio (1912)
- The Girl at the Cupola, regia di Oscar Eagle - cortometraggio (1912)
- Just His Luck, regia di Chauncy D. Herbert - cortometraggio (1912)
- The Borrowed Umbrella, regia di Chauncy D. Herbert - cortometraggio (1912)
- An International Romance, regia di George L. Cox - cortometraggio (1912)
- Where Love Is, There God Is Also, regia di Oscar Eagle - cortometraggio (1912)
- A Heart in Rags, regia di Henry MacRae - cortometraggio (1912)
- The Lost Inheritance, regia di Hardee Kirkland - cortometraggio (1912)
- The Hobo's Rest Cure, regia di Chauncy D. Herbert - cortometraggio (1912)
- Friends in San Rosario, regia di Hardee Kirkland - cortometraggio (1912)
- The Fire Cop, regia di Hardee Kirkland (1912) - cortometraggio (1912)
- A Freight Train Drama, regia di Francis Boggs - cortometraggio (1912)
- A Near-Sighted Cupid, regia di Charles H. France - cortometraggio (1912)
- How the 'Duke of Leisure' Reached His Winter Home, regia di Charles H. France - cortometraggio (1912)

### 1913
- The False Order, regia di Oscar Eagle - cortometraggio (1913)
- The Cowboy Editor, regia di William Duncan - cortometraggio (1913)
- The Understudy, regia di Lorimer Johnston - cortometraggio (1913)
- A Husband Won by Election, regia di Oscar Eagle - cortometraggio (1913)
- The Ex-Convict, regia di Oscar Eagle - cortometraggio (1913)
- Pauline Cushman, the Federal Spy, regia di Oscar Eagle - cortometraggio (1913)
- A Lucky Mistake, regia di Lorimer Johnston - cortometraggio (1913)
- A Change of Administration, regia di Hardee Kirkland - cortometraggio (1913)
- The Midnight Bell, regia di Charles H. France - cortometraggio (1913)
- The Divided House
- What's the Matter with Father?
- The Outer Shell
- Homespun
- The Love Theft
- Broken Threads United
- Stone the Woman
- While the Starlight Travels
- Grist to the Mill
- The Policeman and the Baby, regia di Hardee Kirkland - cortometraggio (1913)
- In Convict Garb
- A Ray of God's Sunshine
- Three Scraps of Paper
- The Finger Print, regia di Oscar Eagle - cortometraggio (1913)
- The Boomerang
- The Brand of Evil
- The Stigma
- The Great Game

### 1914
- The Hour and the Man
- Through the Storm
- Dawn and Twilight
- The Grip of Circumstance
- The Long Cold Night
- The Three Scratch Clue
- The Fulfillment
- Pierre of the North (1914)
- The Spirit of the Madonna (1914)
- Yarn a-Tangle (1914)
- Ashes of Hope (1914)
- Blood Will Tell, regia di E.H. Calvert (1914)
- A Night with a Million (1914)
- At the Foot of the Hill (1914)
- His Stolen Fortune (1914)
- One Wonderful Night, regia di E.H. Calvert (1914)
- The Seventh Prelude - cortometraggio (1914)
- The Motor Buccaneers
- The Fable of the Manoeuvres of Joel and Father's Second Time on Earth
- Seven Sealed Orders
- Under Royal Patronage
- The Devil's Signature
- The Way of His Father
- The Fable of One Samaritan Who Got Paralysis of the Helping Hand
- A Splendid Dishonor
- The Fable of the Family That Did Too Much for Nellie
- The Other Man (1914)
- The Private Officer
- The Fable of the People's Choice Who Answered the Call of Duty and Took Seltzer
- Whatsoever a Woman Soweth
- The Place, the Time and the Man
- The Girl from Thunder Mountain
- The Battle of Love

### 1915
- The Shanty at Trembling Hill
- The Ambition of the Baron
- Thirteen Down
- The Surprise of My Life
- Stars Their Courses Change
- The Fable of the Divine Spark That Had a Short Circuit
- Mr. Buttles
- The Little Straw Wife
- Countess Veschi's Jewels
- Graustark
- The Fable of a Night Given Over to Revelry (1915)
- Frauds
- The Profligate
- Means and Morals
- The Longer Voyage
- The Greater Courage
- The Little Deceiver
- The White Sister
- The Call of Yesterday
- When My Lady Smiles
- Caught
- In the Palace of the King
- The Outer Edge
- On the Little Mill Trace
- The Second Son
- The Law's Decree
- The Losing Game

### 1916
- The Strange Case of Mary Page
- Gold Dust
- The Little Samaritan
- Our People
- The Sting of Victory
- His Little Wife
- It Never Could Happen
- The Heart of Virginia Keep
- What I Said Goes
- A Failure at Fifty
- The Burning Band
- Dancing with Folly

### 1917
- When the Man Speaks
- The Wide, Wrong Way
- The Sinful Marriage
- The Magic Mirror
- Shifting Shadows
- Desertion and Non-Support
- Ashes on the Hearthstone
- The Extravagant Bride
- The Wifeless Husband
- Meddling with Marriage
- Sotto processo (On Trial)
- The Kingdom of Hope
- The Fable of the Uplifter and His Dandy Little Opus, regia di Richard Foster Baker (1917)
- The Fable of the Girl Who Took Notes and Got Wise and Then Fell Down